# Grober Fehler
Als grober Fehler (engl. blunder) wird in der Messtechnik und in den Naturwissenschaften ein Messwert bezeichnet, dessen Messabweichung durch ein Versehen oder einen äußeren Einfluss die übliche Streuung der Messwerte deutlich übersteigt.
Typische Beispiele sind Meterfehler beim Ablesen eines Maßbandes oder Gradfehler bei Winkeln und Temperaturen. Bisweilen kommt es auch zu Verwechslungen von Mess- bzw. Zielpunkten oder zu Vorzeichenfehlern von Reduktionsdaten. Äußere Störungen können z. B. das Nachgeben des Untergrunds, eine unentdeckte Achsneigung oder Verschiebung am Messgerät oder eine plötzliche Luftunruhe sein.
Während die unvermeidlichen kleinen Messfehler (in der DIN nun als Messabweichung bezeichnet) zufällig verteilt sind und sich daher bei einer Mittelung oder rechnerischen Ausgleichung statistisch kompensieren, ist dies bei groben Fehlern nicht der Fall. Sie verzerren das Ergebnis bzw. das Rechenmodell einseitig (ebenso, aber stärker als ein systematischer Fehler) und dürfen daher nicht der Ausgleichung unterzogen werden.
Erkannt werden können grobe Fehler u. a. durch
- eine Überbestimmung – d. h. überschüssige Messungen, die den groben Fehler durch einen Widerspruch erkennen lassen. Beispiele sind
  - die Messung von Sperrmaßen zwischen aufgenommenen Punkten
  - die Messung von Pfeilhöhen bei Kurven oder gekrümmten Oberflächen
  - Kontrolle mit Schnittpunkten von Geraden (siehe Alignement)
  - Vergleich mit früheren Messungen
- eine vorläufige Ausgleichung des Modells und anschließendes
  - Sichten der Restabweichungen (Residuen). Grobe Fehler machen sich dadurch bemerkbar, dass sie i. d. R. die 3-fache Standardabweichung übersteigen
  - gezieltes Weglassen einzelner „verdächtiger“ Messungen, bis die  mittleren Fehler im erwarteten Bereich liegen
- Robuste Schätzverfahren, data snooping usw.